# Burlacena aegerioides
Burlacena aegerioides är en fjärilsart som beskrevs av Walker 1865. Burlacena aegerioides ingår i släktet Burlacena och familjen bastardsvärmare. Inga underarter finns listade i Catalogue of Life.